# Анекдоты о москалях
Анекдоты о москалях — устойчивый жанр украинского и белорусского устного фольклора. Под москалями в этих анекдотах подразумеваются русские, которым приписываются этностереотипные отрицательные черты. 
Примечательно, что подобные истории имеют сходство с русскими анекдотами об украинцах. В русском фольклоре анекдоты о москалях пересказываются и пародируются для высмеивания украинского национализма и русофобства.
Выделяются следующие гиперболизированные качества и привычки «москаля»:
- Пьянство
- Неуважение к белорусской, украинской культуре и языку
- Глупость и недальновидность
- Зависть (редко)
- Мотовство
- Лень

Особенно негативно авторы и рассказчики анекдотов относятся к незнанию языка: «москаль» по этому признаку сравнивается с обезьяной-пьяницей или сопоставляется с негром и собакой, проигрывая им. Иногда анекдоты про «москалей» злы и даже жестоки, их можно отнести к чёрному юмору.
При этом пьянство, глупость и особенно зависть приписываются и украинцам русскими. Кроме того, в русской культуре существуют пародии на «анекдоты о москалях», в которых рассказывается о нелюбви украинцев к соседям и их языку, а «мова» имитируется грубо и смешно.
В белорусских анекдотах о москалях ключевая тематика — распущенность последних. Представления о распущенности «москалей» вытекали из наблюдений белорусов за моралью и поведением русских староверов.

## В исследованиях этнографов и фольклористов
Историк Н. И. Костомаров пишет следующее про анекдоты о москалях:
Много есть народных анекдотов о москалях. Все они так же смешны, как анекдоты, которые рассказывают москали об украинцах и прекрасно характеризуют тех и других.Н. И. Костомаров
О давней неприязни «хохлов к москалям», устоявшейся привычке винить друг друга во всех возможных несчастьях, выразившейся в анекдотах про москалей, писал русский этнограф и филолог В. И. Даль.
Анекдоты о хитрых москалях, обманывающих и обворовывающих доверчивых белорусских селян, можно встретить ещё в трудах русского этнографа Павла Васильевича Шейна, конца XIX века.
По мнению культуролога и философа Игоря Яковенко, украинские анекдоты о москалях — не слишком широко разработанный, но устойчивый сюжет устного народного творчества. Украинцы и русские осознавали себя как различающиеся самостоятельные сущности.
В научно-популярном исследовании писателей и авторов историко-этнографических книг Валерия Богданова и Сергея Ларионова «Почувствовать себя русским», отмечается существование такой традиции у наших людей, будь они или русскими или украинцами, — на любое политическое явление «смастерить» анекдот, который в шутливой форме во всём винит другую этногруппу. Например, уронил украинец бутылку горилки и выругался: «Вот проклятые москали!», — Этот анекдот как нельзя лучше отражает эту традицию.
Анекдоты «о москалях» и ответные анекдоты «о хохлах», как и вообще тема взаимоотношений с Украиной в целом, любимы в среде современных юмористов. Однако, как писал в 2004 году известный юморист Аркадий Хайт, тема отношений с Украиной — не главная у сегодняшних юмористов.